# Зяблівське озеро
Зяблівське озеро або Касирське озеро (крим. Qasır gölü) — озеро, розташоване на півночі коси Арабатська стрілка (частина Кримського півострова), на території Генічеського району Херсонської області України. Площа — 0,84 км. Тип загальної мінералізації — солоне. Походження — лиманове. Група гідрологічного режиму — безстічне.

## Географія
Входить до Генічеської (Чонгаро-Арабатська) групи озер. Довжина — 3 км. Ширина найбільша — 0,6 км. Глибина найбільша — 0,5 м. Найближчі населені пунктиː села Генічеська Гірка і Щасливцеве, розташовані на схід від озера.
Озеро має довгасту форму витягнуту з півночі на південь. Розташоване на півночі коси Арабатська стрілка та відокремлено від Азовського моря перешийком, де розташована забудова сіл Генічеська Гірка і Щасливцеве, а також заболочена низовина. Розділене земельним насипом, який розділяє водойму на дві частиниː північна і південна, також кілька дрібних водойм. Крайня північна частина озера пересихає в посушливий сезон. Річки не впадають. Береги пологі, за винятком східного (за винятком північного краю) і південно-східних берегових ліній — обривисті з пляжами, висотою 2 м. На південний схід від озера розташовані солончаки й артезіанський колодязь.
Рівень води в озері на 1-1,5 м нижче рівня затоки Сиваш, з яким з'єднано каналом для поповнення води. Глибина навесні 0,3-0,7 м, влітку — 0,1-0,3 м. Середньорічна кількість опадів — 350—400 мм. Основне джерело живлення — змішане — поверхневі (води Сиваша) і підземні (Причорноморського артезіанського басейну, біля берегів обривів) води, донними джерелами, а також прісними водами з самовиливних артезіанських свердловин. Солоність води в літній час 22-26 %, в розчинених солях переважають кухонна сіль, яка зазвичай осідає в кінці літа. Донні відкладення — сірі щільні мули потужністю до 1,5-3 м. Інтенсивно заростають вищою водною рослинністю на ділянках, куди надходять води з артезіанських свердловин, водорості ж зазвичай розвинені біля виходів підземних вод.